# Нейроглобін
NGB (англ. Neuroglobin) – внутрішньоклітинний гемопротеїн, представник сімейства глобінових, що бере участь у кисневому гомеостазі і експресується в центральній та периферичній нервовій системі, наявний у лікворі, зустрічається в сітківці та ендокринних тканинах. Останні звіти показали, що найвищі рівні виявляються в гіпоталамусі. Нейроглобін - це мономер, який здатний оборотно зв'язувати кисень (його спорідненість до кисню вища ніж у гемоглобіну). Він збільшує доступність кисню для мозкової тканини та забезпечує захист у гіпоксичних або ішемічних умовах, знешкоджує шкіливі похідні кисню. Раніше вважалося, що нейроглобін притаманний лише  хребетним, але 2013 року він був знайдений і у безхребетних. Кодується нейроглобін однойменним геном, що розташований у людей на 14-й хромосомі. Довжина поліпептидного ланцюга білка становить 151 амінокислот, а молекулярна маса — 16 933.
Нейроглобін залучений до регуляції напруги O2 і знешкодження його шкідливих похідних. Наявність гема забезпечує йому здатність зв'язувати двоатомні гази (O2, CO та NO), тому нейроглобін бере участь у транспортуванні та зберігання O2, та знешкодженні  активних форм кисню і азоту. NGB є аберантним членом сімейства глобінових, ідентичність білкової послідовності якого з гемоглобіном та гемоглобуліном становить лише 20-25%. NGB має мономерну структуру, класичну α-спіральну глобінову укладку, яка утворює гідрофобну кишеню навколо гема. На відміну від класичних пентакоординованих глобінів, Fe2 + дезокси- та Fe3 + стани атома Fe гема NGB можуть бути гексакоординованими. За відсутності зовнішнього ліганду шосте дистальне положення Fe гема пов'язане з гістидином у положенні 7 Е-спіралі (HisE7). Завдяки гексакоординації Fe гема, зовнішні ліганди (O2, CO та NO) піддаються внутрішній конкуренції за зв'язування з HisE7, функціональне значення якої ще не до кінця зрозуміле.
NGB характеризується лише помірною спорідненістю до O2 за фізіологічних умов. Крім того, відносно низька концентрація нейроглобіну у мозку (± 1 мкМ) забезпечує лише обмежену здатність нейроглобіну зв'язувати, транспортувати або зберігати молекули. Отже, фізіологічні функції NGB можуть бути пов’язані не в першу чергу зі збереженням рівня кисню, а скоріше з видаленням його активних форм, які накопичуються в клітині після гіпоксичних або ішемічних пошкоджень, та зменшеннямоксидативного стресу.
Взаємодія нейроглобіну з цитохромом c1 (Cyt c1), субодиницею мітохондріального комплексу III, може мати велике значення, оскільки комплекс III є компонентом дихального ланцюга та основним джерелом активних форм кисню. Крім того, NGB може впливати на внутрішній апоптотичний шлях на декількох етапах. Повідомляється, що NGB інгібує відкриття мітохондріальної пори перехідної провідності (mPTP), зв'язуючись з потенціалкерованим аніонним каналом 1 (VDAC), та інгібуючи проапоптотичний цитохром c (Fe3 + ). Нейроглобін (Fe2 +) здатний до утворення комплексу з цитохромом c (Fe3 +), і тоді відбувається  окисно-відновна реакцію, внаслідок якої Cyt c (Fe3 +) перетворюється Cyt c (Fe2 +). Таким чином, нейроглобулін підтримує виживання клітин. Цей процес вимагає високого рівня NGB поблизу мітохондрій. Участь NGB у функціях дихального ланцюга та регуляція внутрішнього шляху апоптозу може бути важливим для його нейропротекторної функції. Слід зазначити, що для того, щоб NGB функціонував як поглинач радикалів або редуктаза цитохрому c, клітина повинна забезпечити його донором електрону, який може знову відновити його залізо до Fe2 +. Однак такий донор електронів ще не відкритий.
Крім того, було описано кілька взаємодій NGB із сигнальними білками, що свідчить про потенційну регуляторну роль NGB у модуляції клітинної сигналізації. По-перше, NGB може виступати як інгібітор дисоціації ГДФ в Gα-білку. Взаємодія NGB (Fe3 +) з ГДФ, зв’язаним Gα, може захистити від загибелі нейронів, оскільки вона посилює Gβγ-залежний шлях, який діє через активацію PI3K. Повідомляється, що активність NGB не обмежується взаємодіями з гетеротримерними білками G. Нейроглобін також може бути важливим для регуляції малих GTP-зв'язуючих білків сімейства Rho. Таким чином, NGB захищає нейрони від апоптозу.
Також нейроглобін активує шлях серин/треонінкінази AKT. Крім того, нещодавно описана взаємодія NGB з субодиницею Na+/K+ АТФази β1.
Різноманітні стресові умови, такі як гіпоксія, оксидативний стрес, гіпоглікемія та ліпополісахарид, стимулюють експресію нейроглобіну. Крім того, було продемонстровано, що експресія нейроглобіну посилюється ендогенними факторами, зокрема гормонами та факторами росту.

Близько 90% NGB локалізується в цитозолі, але було виявлено, що він також пов'язаний з мітохондріями.
| 10         |  | 20         |  | 30         |  | 40         |  | 50         |
| ---------- |  | ---------- |  | ---------- |  | ---------- |  | ---------- |
| MERPEPELIR |  | QSWRAVSRSP |  | LEHGTVLFAR |  | LFALEPDLLP |  | LFQYNCRQFS |
| SPEDCLSSPE |  | FLDHIRKVML |  | VIDAAVTNVE |  | DLSSLEEYLA |  | SLGRKHRAVG |
| VKLSSFSTVG |  | ESLLYMLEKC |  | LGPAFTPATR |  | AAWSQLYGAV |  | VQAMSRGWDG |
| E          |  |            |  |            |  |            |  |            |

A: Аланін

C: Цистеїн

D: Аспарагінова кислота

E: Глутамінова кислота

F: Фенілаланін

G: Гліцин

H: Гістидин

I: Ізолейцин

K: Лізин

L: Лейцин

M: Метіонін

N: Аспарагін

P: Пролін

Q: Глутамін

R: Аргінін

S: Серин

T: Треонін

V: Валін

W: Триптофан

Отже, нейроглобін - білок, що локалізований у цитоплазмі та мітохондріях клітин нервової системи. Його функціями є захист клітин в умовах гіпоксії, ішемії та оксидативного стресу, також він перешкоджає апоптозу нейронів.
Вперше нейроглобін був ідентифікований Thorsten Burmester та співавт. 2000 року. 3D-структуру нейроглобіну людини було визначено в 2003 року.